# Prionapteryx bergii
Prionapteryx bergii là một loài bướm đêm trong họ Crambidae.